# Национальная опера Украины
Национальная опера Украины (укр. Національна опера України), полное название — Национальный академический театр оперы и балета Украины имени Тараса Шевченко (укр. Національний академічний театр опери та балету України імені Тараса Шевченка) — крупнейший музыкальный театр Украины, расположенный в Киеве. 
Здание оперного театра, возведённое в 1901 году, по проекту архитектора Виктора Шрётера, находится в центре города, по почтовому адресу: Владимирская улица, дом № 50.

## Исторический очерк
Постоянная оперная труппа была организована в Киеве только в 1867 году и стала наряду с театрами Москвы и Петербурга одной из лучших в Российской империи. Толчком к созданию постоянно действующего театра стали успешные гастроли итальянских оперных трупп в 1865—1866 гг. в Киеве. Труппа работала в помещении Городского театра, построенного в 1856 году по проекту архитектора Штрома.

### Российская империя
Первый сезон был открыт оперой Верстовского «Аскольдова могила». Вскоре в театре были поставлены оперы «Жизнь за царя» и «Руслан и Людмила» М. Глинки, на премьерах опер «Опричник» (1874), «Евгений Онегин» (1889) и «Пиковая дама» (1890) присутствовал П. И. Чайковский, в 1893 С. В. Рахманинов дирижировал своей оперой «Алеко», а в 1895 в театр приезжал Римский-Корсаков на премьеру «Снегурочки».
В разные годы солистами театра были: Пётр Иванович Словцов, Нина Павловна Кошиц, Мария Куренко и другие.

#### Новое здание

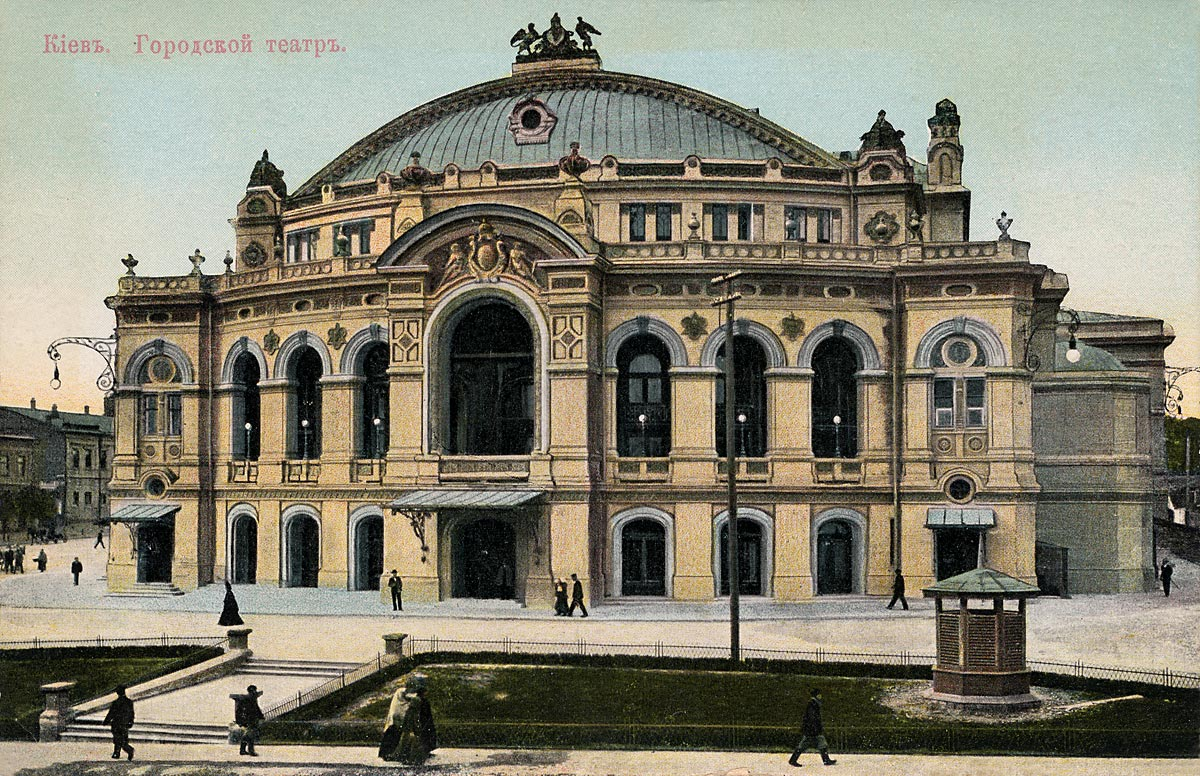
Здание Киевского городского театра в начале 1900-х

В феврале 1896 года после утреннего показа «Евгения Онегина» случился пожар, полностью уничтоживший здание Городского театра, после чего был объявлен конкурс на проект нового здания. Этот конкурс выиграл проект архитектора Виктора Шретера. Сооружение нового здания на месте старого театра началось 19 октября 1897 года.
Зал оперного театра включал партер, амфитеатр, бельэтаж и четыре яруса, которые вмещают около 1650 зрителей (в партере 384 места), общая кубатура театра — почти 100 000 м³, площадь помещений — 40 210 м². Над главным входом театра был установлен официальный герб Киева с изображением архангела Михаила — покровителя города, однако по настоянию Киевского митрополита Феогноста, который считал театр греховным заведением, герб заменили аллегоричной композицией: геральдические грифоны держат в лапах лиру как символ музыкального искусства. Фасад здания украшали бюсты композиторов М. Глинки и А. Серова, Т. Шевченко, подаренные Киеву артистами петербургского Мариинского театра. Торжественное открытие и освящение нового здания состоялось 15 (28) сентября 1901 года.
Кроме опер российских композиторов, в театре также были поставлены оперы Дж. Пуччини, Р. Вагнера, Ж. Массне, а также оперы Н. Лысенко «Майская ночь» (1903) и «Ноктюрн» (1914). Выступал в театре Фёдор Шаляпин.

#### Убийство Столыпина

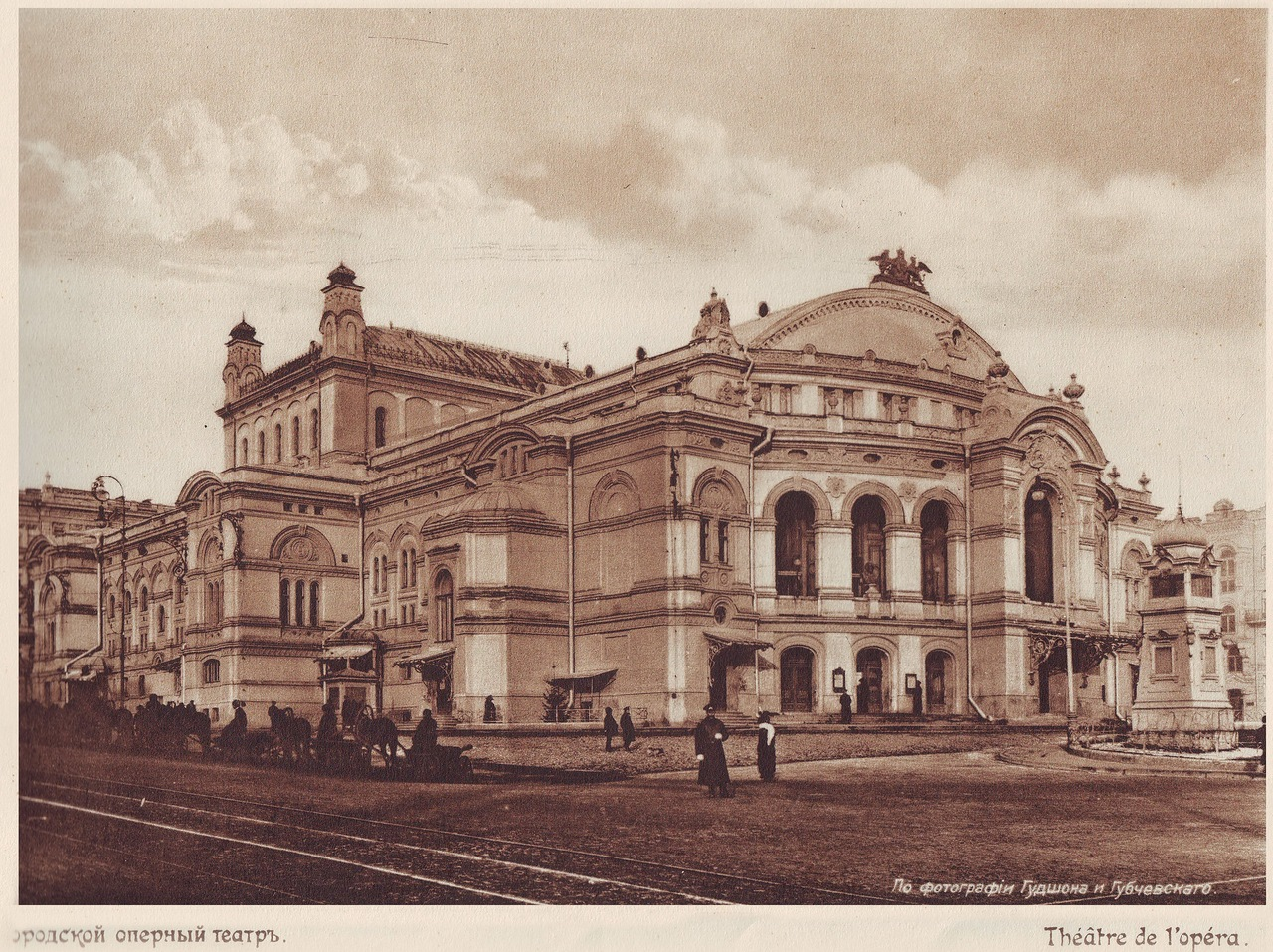
Киевский городской оперный театр, 1911

В конце августа 1911 года император Николай II с семьей и приближёнными, в том числе с премьер-министром Столыпиным, находились в Киеве. 1 сентября 1911 года император, его дочери и приближённые министры, включая Столыпина, присутствовали на спектакле «Сказка о царе Салтане».
Во время второго антракта Столыпин разговаривал у барьера оркестровой ямы с министром двора бароном В. Б. Фредериксом и земельным магнатом графом И. Потоцким. Неожиданно к Петру Столыпину приблизился Дмитрий Богров и выстрелил из браунинга дважды: первая пуля попала в руку, вторая в живот, задев печень. От мгновенной смерти Столыпина спас крест Св. Владимира, в который попала пуля: раздробив его, она изменила направление и миновала сердце. Однако ею оказались пробиты грудная клетка, плевра, грудобрюшная преграда и печень. Раненый Столыпин тяжело опустился в кресло и ясно, отчётливо, голосом, слышным находившимся недалеко от него, произнёс: «Счастлив умереть за царя».

### Советские годы

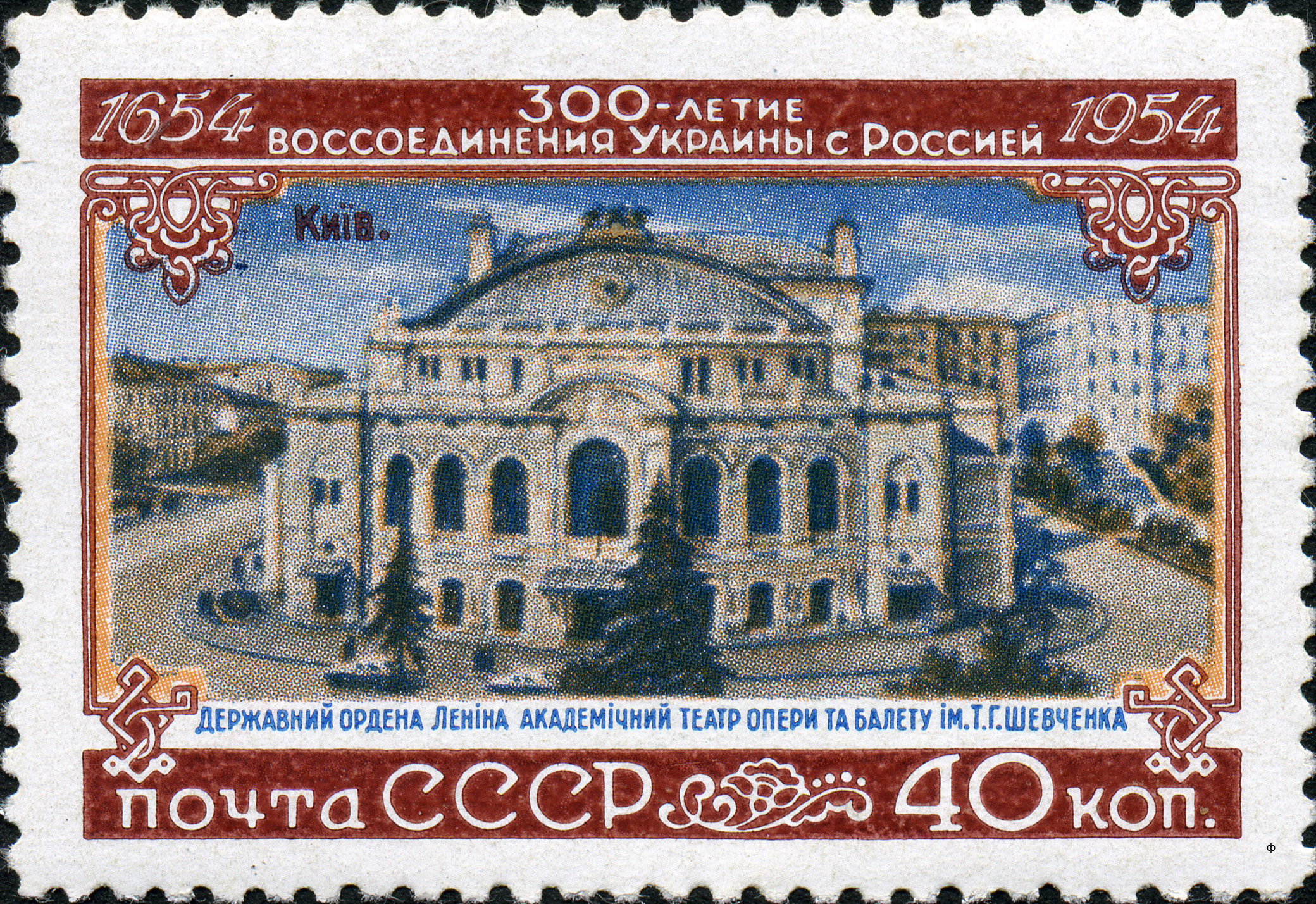
Здание государственного театра оперы и балета им. Т. Г. Шевченко на почтовой марке СССР 1954 года. Марка посвящена 300-летию Воссоединения Украины с Россией

С приходом советской власти в 1919 году театр был национализирован и назван «Государственный оперный театр им. К. Либкнехта», с 1926 года — Киевская государственная академическая украинская опера (постановки шли на украинском языке), а в 1934 году, с приданием Киеву статуса столицы, — Академический театр оперы и балета УССР. В 1939 году театру было присвоено имя Тараса Шевченко.
В 1930-е годы обсуждался проект социалистической перестройки помещения киевского оперного, ему хотели придать архитектурные особенности нового «пролетарского стиля». Однако перестройка коснулась лишь снятия бюстов российских композиторов и сведения пристройки к тыльной стороне сооружения двухэтажного помещения репетиционных залов. В те годы в репертуаре театра появились оперы «Золотой обруч» и «Щорс» Б. Лятошинского, «Борис Годунов» М. Мусоргского и другие.
С 1928 по 1934 год главным режиссёром работал народный артист Украинской ССР В. Д. Манзий.
С 1934 года главным режиссёром стал заслуженный артист РСФСР Иосиф Михайлович Лапицкий, в 1939—1947 гг. им был народный артист СССР Николай Васильевич Смолич, в 1947—1954 гг. — народный артист УССР Михаил Павлович Стефанович, в 1954—1962 гг. — народный артист УССР Владимир Михайлович Скляренко, в 1970—1987 гг. — народный артист СССР Дмитрий Николаевич Смолич.
В довоенные годы танцевальные номера в спектаклях с грузинскими народными танцами ставил И. И. Сухишвили.
В годы Великой Отечественной войны театр был эвакуирован в Уфу, потом в Иркутск, а в 1944 году вернулся в Киев. В послевоенные годы репертуар театра пополнился сочинениями советских композиторов, в том числе поставлена опера «Катерина Измайлова» Д. Шостаковича, авторы спектакля награждены Государственной премией им. Т. Шевченко (1975).
В 1961 году в здании был установлен контроль температуры зала (второй в Советском союзе театр с таким оборудованием).
В 1983—1988 годах была осуществлена капитальная реконструкция театрального помещения. Реставраторы внесли значительные изменения в закулисную часть театрального помещения, что позволило увеличить количество репетиционных залов, гримёрных, был оборудован специальный хоровой класс. Также был увеличен размер сцены до 20 м вглубь и 27 м в высоту. Общая площадь сцены теперь стала 824 м². Также во время реставрации вместо старинного органа установили новый, построенный на заказ театра чешской фирмой «Ригер-Клос». Была переоборудована и оркестровая яма, в которой сейчас одновременно может поместиться 100 музыкантов. После реставрации площадь театральных помещений увеличилась на 20000 м³. Стало вдвое больше гримёрных комнат, появилось несколько новых репетиционных залов.

### Современный период
Назначенный в апреле 2011 года художественным руководителем театра композитор Мирослав Скорик магистральным направлением развития называет музыку украинских композиторов. В творческих планах театра на сезон 2011—2012 годов — опера «Пропала грамота», музыку к которой пишет Мирослав Скорик, опера «Иоланта» Чайковского, возобновление балетов «Весна священная» и «Картинки с выставки», постановка балета «Анна Каренина», оперы «Дон Карлос» Дж. Верди. Украинский композитор Евгений Станкович работает над масштабным спектаклем по сюжету повести Гоголя «Страшная месть». Среди проектов — одна из версий «Дамы с камелиями» и постановка балета «Татьяна» на основе пушкинского сюжета. Стандартно в театре ежегодно осуществляется 4 постановки — 2 оперы и 2 балета.

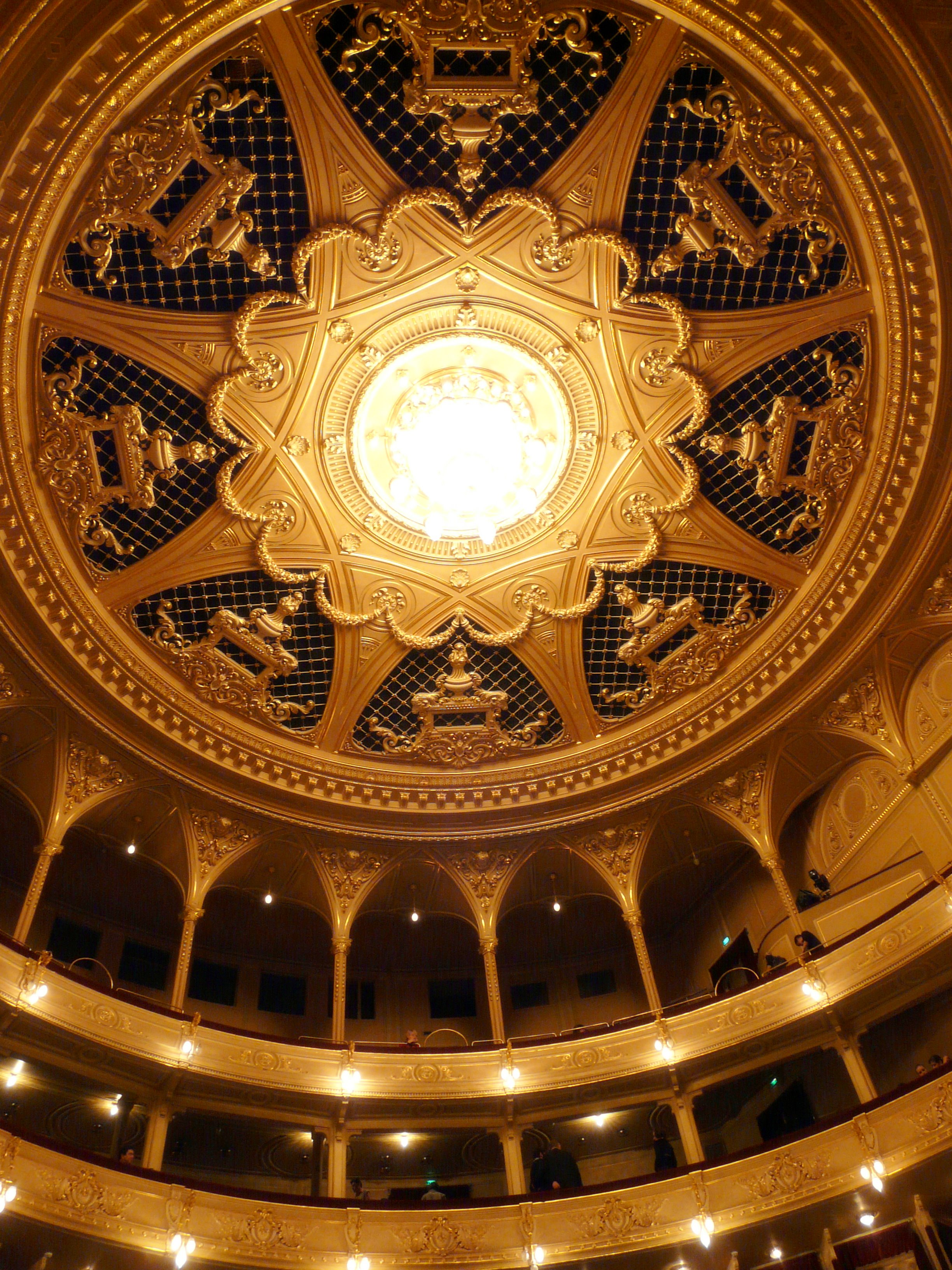
Купол
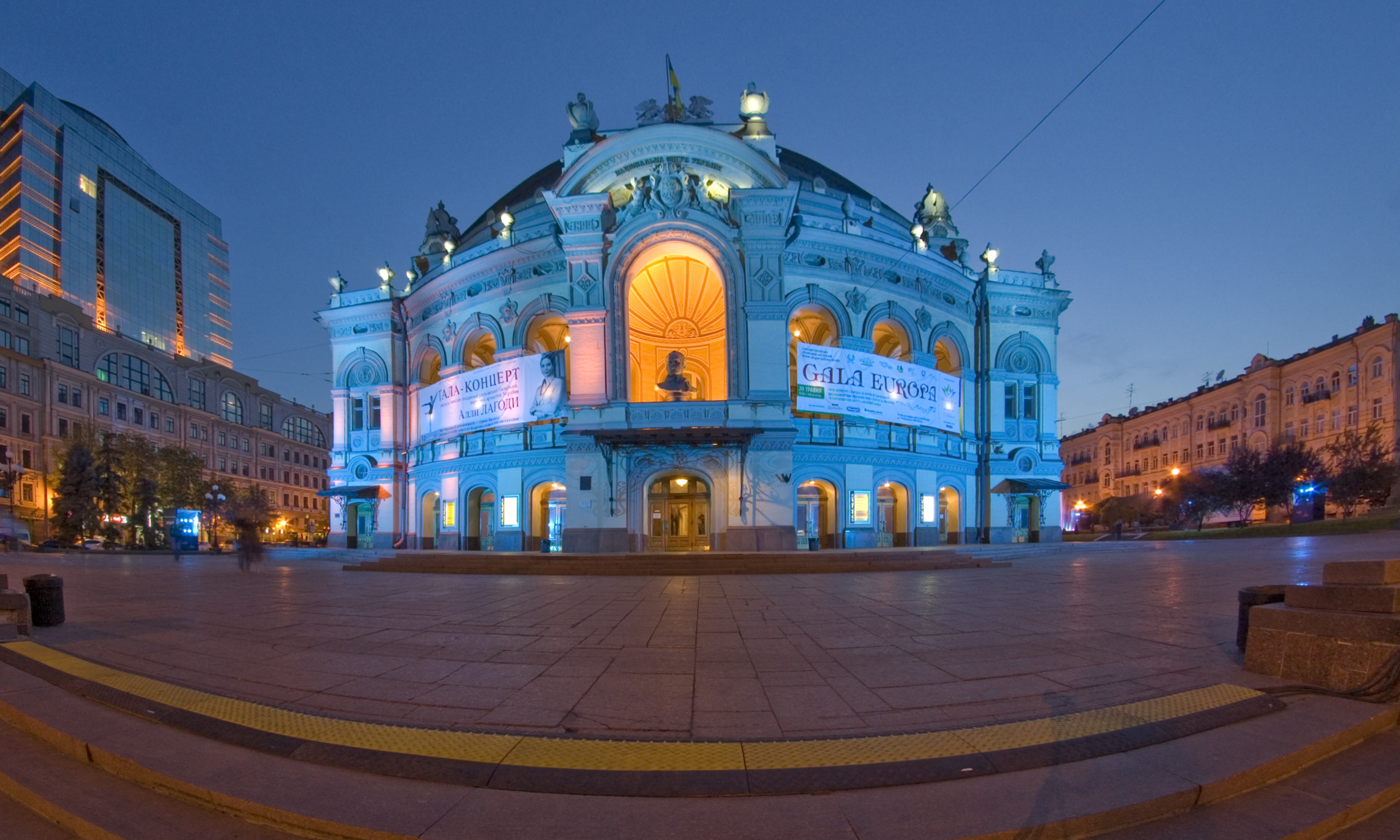
Вечерний вид
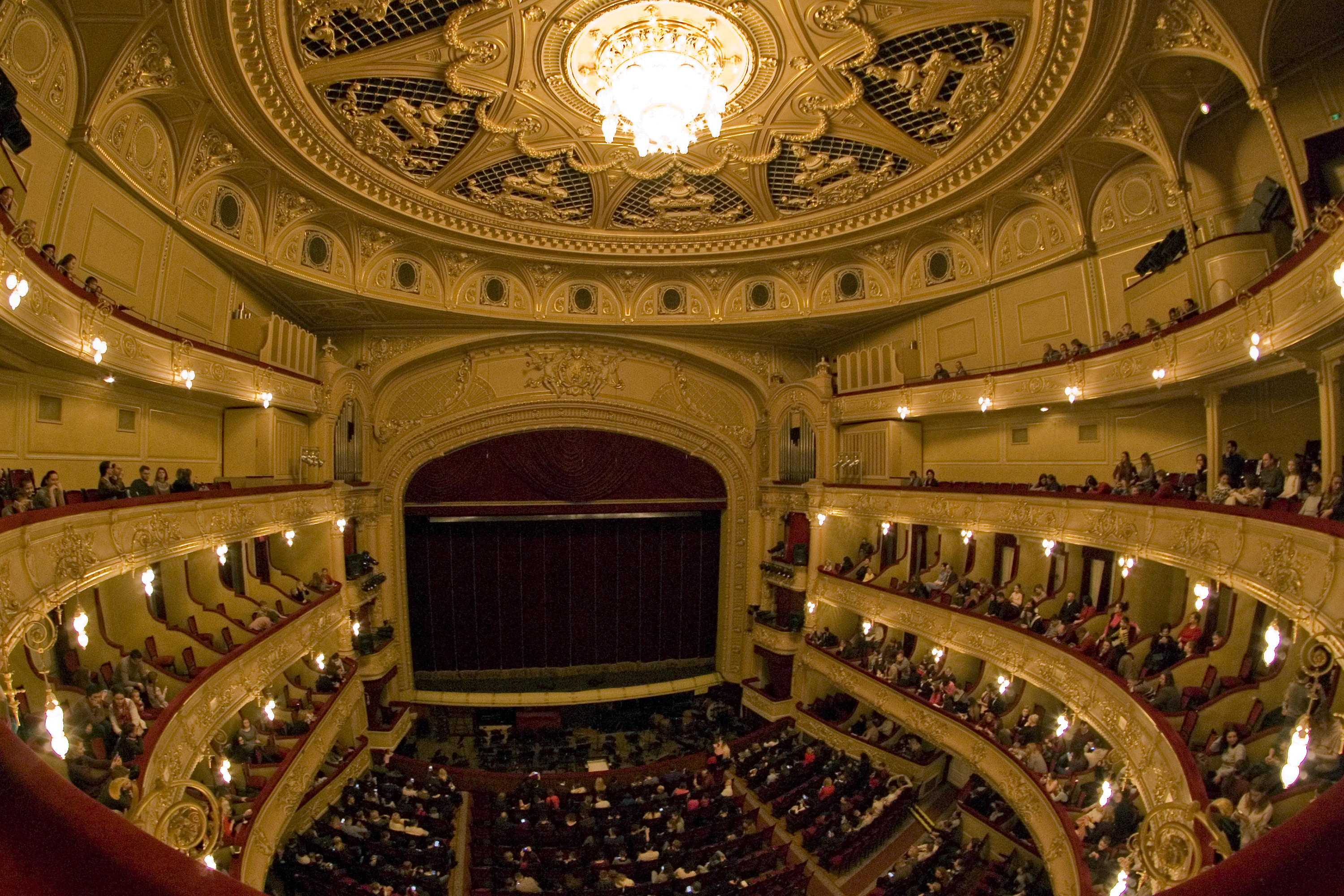
Зрительный зал
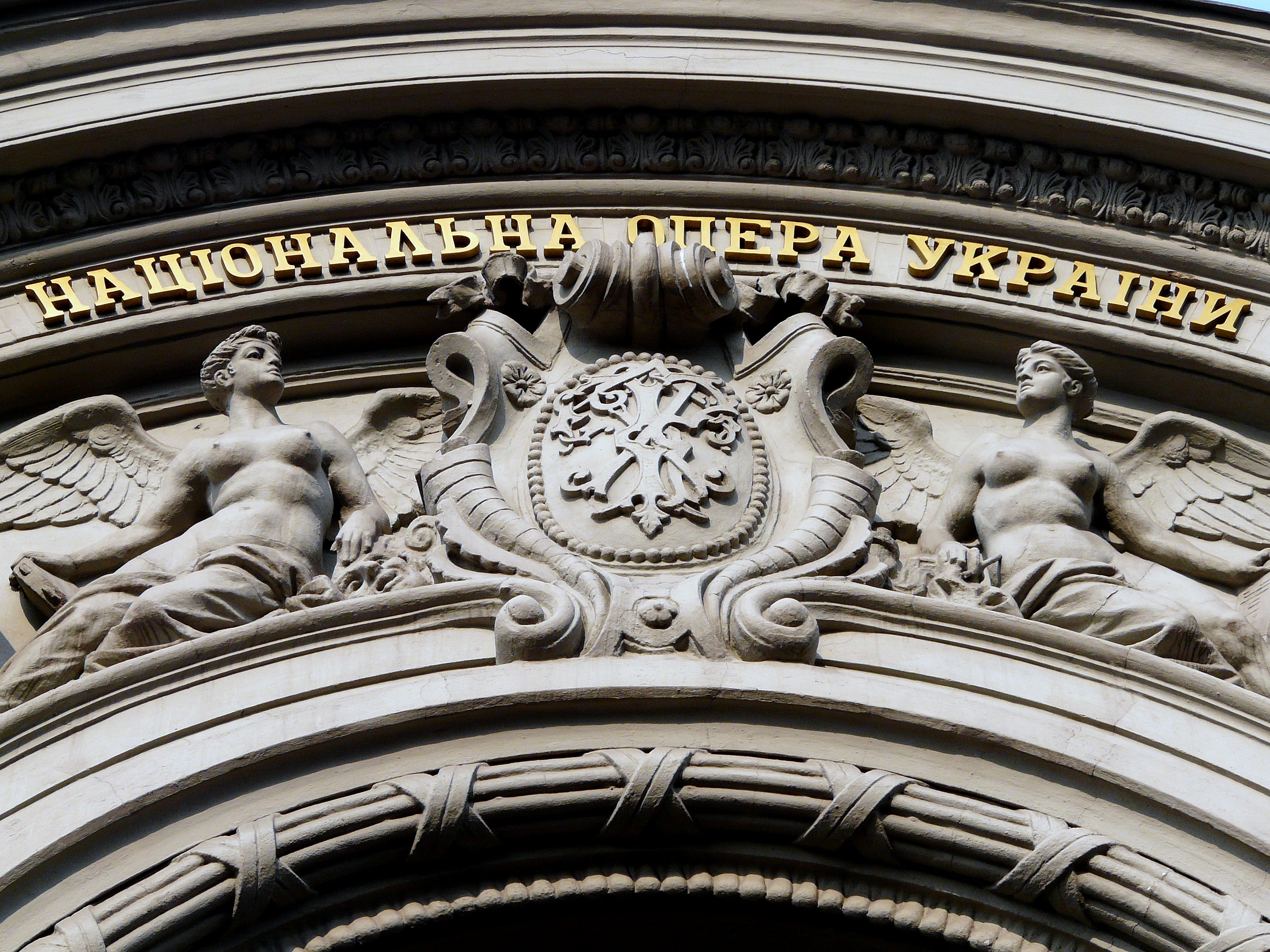
Элемент лепнины
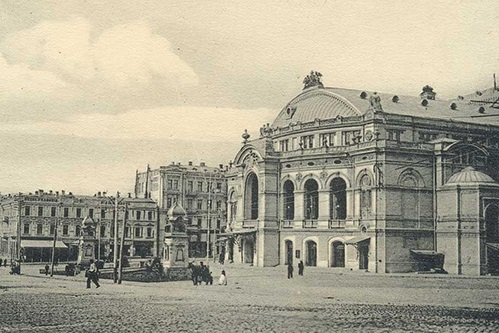
Оперный театр, 1900

## Награды и премии
- Орден Ленина (1936); за выдающиеся успехи в деле развития украинской театральной культуры, народных песен и танцев[8]
- Орден Трудового Красного Знамени (1968); за заслуги в развитии советского театрального искусства и в связи со 100-летием со дня основания[9]
- Сталинская премия второй степени (1949); за постановку оперы «Иван Сусанин» М. И. Глинки. Премией награждены режиссёр Стефанович Михаил Павлович, дирижёр Тольба Вениамин Савельевич, художник Хвостов-Хвостенко Александр Вениаминович, исполнители партий Роменский Михаил Дамианович, Кипоренко-Доманский Юрий Степанович, Шолина Галина Семеновна, Томм Элеонора Николаевна.
- Государственная премия УССР им. Т.Шевченко (1976) — за оперу «Катерина Измайлова» в Государственном академическом театре оперы и балета Украины имени Т. Шевченко премией награждены: Венедиктов, Лев Николаевич, хормейстер, Загребельный, Александр Николаевич, исполнитель главной партии, Колесник, Евдокия Васильевна, исполнительница главной партии, Симеонов, Константин Арсеньевич, дирижёр-постановщик, Шостакович, Дмитрий Дмитриевич, композитор (посмертно)
- Государственная премия СССР (1976) — премией за произведения литературы и искусства для детей за балетный спектакль «Чиполлино» К. С. Хачатуряна, поставленный на сцене КУГАТОБ имени Т. Г. Шевченко награждены Хачатурян, Карен Суренович, композитор; Майоров, Генрих Александрович, балетмейстер; Ерёменко, Константин Андреевич, дирижёр; Косменко, Евгений Владимирович, исполнитель главной партии, Сморгачёва, Людмила Ивановна, исполнительница партии Редисочки
- Почётная грамота Президиума Верховного Совета РСФСР (5 июня 1969 года) — за большой вклад в развитие и укрепление взаимосвязей братских национальных культур и активное участие в проведении Декады украинской литературы и искусства в РСФСР[10].

## Исторические персоналии

### Дирижёры
В разные годы в театре работали знаменитые дирижёры Арий Пазовский, Натан Рахлин, Вениамин Тольба, Константин Симеонов, Борис Чистяков, Стефан Турчак, Олег Рябов.
С 1954 до 2013 в театре работал хормейстер и дирижёр, в 1986—1991 годах — директор театра, в 1972—2013 годах— главный хормейстер театра, Герой Украины Лев Венедиктов.

#### Главные дирижёры театра
- 1925—1929 — Александр Орлов
- 1934—1936 — Арий Пазовский
- 1936—1939 — Владимир Дранишников
- 1941—1944 (в эвакуации) — Николай Покровский
- 1944—1949 — Самул Столерман
- 1950—1954 — Владимир Пирадов
- 1954—1961 — Александр Климов
- 1961—1967 — Константин Симеонов
- 1967—1973 — Стефан Турчак
- 1975―1976 — Константин Симеонов
- 1977—1988 — Стефан Турчак
- 1989—2011 — Владимир Кожухарь
- с 2013 — Николай Дядюра

### Солисты оперы
- Азрикан, Арнольд Григорьевич (1906—1976) — драматический тенор
- Астафьева, Вера Леонидовна (1867—1927) — драматическое сопрано
- Белинник, Пётр Сергеевич (1906—1998) — лирический тенор
- Борищенко, Виктор Петрович (1914—1996) — тенор
- Ворвулев, Николай Дмитриевич (1917—1967) — баритон
- Гайдай, Зоя Михайловна (1902—1965) — сопрано
- Гмыря, Борис Романович (1903—1969) — бас
- Гнатюк, Дмитрий Михайлович (1925—2016) — баритон
- Гончаренко, Нина Ивановна (1919—1998) — меццо-сопрано
- Гришко, Михаил Степанович (1901—1973) — драматический баритон
- Гужова, Вера Никитична (1898—1974) — сопрано
- Гуляев, Юрий Александрович (1930—1986) — лирический баритон
- Донец, Михаил Иванович (1883—1941) — бас
- Донец-Тессейр, Мария Эдуардовна (1889—1974) — колоратурное сопрано
- Жила, Александра Петровна (1924—1978) — сопрано
- Захарченко, Наталья Иосифовна (1907—1992) — сопрано
- Ищенко, Андрей Венедиктович (1937—2005) — лирико-драматический тенор
- Кикоть, Андрей Иванович (1929—1975) — бас
- Кипоренко-Доманский, Юрий Степанович (1888—1955) — драматический тенор
- Коган, Семён Яковлевич (1915—1979) — тенор
- Козак, Сергей Давыдович (1921—1993) — баритон
- Козерацкий, Василий Феодосьевич (1905/06-1982) — драматический тенор
- Кондратюк, Николай Кондратьевич (1931—2006) — баритон
- Кочерга, Анатолий Иванович (р. 1947) — бас
- Красуля, Георгий Андреевич (1929—1996) — бас
- Куприенко, Александр Гаврилович (1925—1983) — тенор
- Курин, Виктор Николаевич (1934—2005) — баритон
- Лаптев, Константин Николаевич (ошибочно пишут Антонович, 1904—1990) — баритон
- Лобанова, Лилия Даниловна (1922—1992)- драматическое сопрано
- Литвиненко-Вольгемут, Мария Ивановна (1892—1966) — лирико-драматическое сопрано
- Лупалов, Вячеслав Иванович (р. 1946) — баритон
- Любимова, Вера Михайловна (р. 1925) — драматическое сопрано
- Матвеев, Владимир Иванович (1920—1983) — бас
- Микиша, Михаил Венедиктович (1885—1971)- драматический тенор
- Минаев, Кузьма Афанасьевич (1895—1950) — баритон
- Мирошниченко, Евгения Семёновна (1931—2009) — лирико-колоратурное сопрано
- Мокренко, Анатолий Юрьевич (р.1933) — баритон
- Новоспасская, Надежда Константиновна (1877—1962) — лирико-драматическое сопрано
- Огневой, Константин Дмитриевич (1926—1999) — тенор
- Пазыч, Василий Иларионович (1925—1997) — бас
- Паторжинский, Иван Сергеевич (1896—1960) — бас
- Петрусенко, Оксана Андреевна (1900—1940) — лирико-драматическое сопрано
- Пономаренко, Таисия Васильевна (1925—2002) — сопрано
- Пузин, Борис Николаевич (1915—1993)- баритон
- Радченко, Клавдия Павловна (1929—1997) — сопрано
- Роменский, Михаил Дамианович (1887—1971) — бас
- Ропская, Александра Дмитриевна (1897—1957) — меццо-сопрано
- Руденко, Бэла Андреевна (р. 1933) — колоратурное сопрано
- Руденко, Лариса Архиповна (1918—1981) — меццо-сопрано
- Соловьяненко, Анатолий Борисович (1932—1999) — драматический тенор
- Станиславова, Александра Ефимовна (1900—1985) — драматическое сопрано
- Тимохин, Владимир Ильич (1929—1999) — драматический тенор
- Томм, Элеонора Николаевна (1915—1988)- меццо-сопрано (даже контральто)
- Третьяк, Василий Яковлевич (1926—1989) — драматический тенор
- Туфтина, Галина Афанасьевна (1933—2007) — меццо-сопрано
- Ульяницкая, Ксения Евсеевна (1900—1981 или 1983) — лирико-колоратурное сопрано
- Фокин, Николай Сергеевич (1912—1990) — лирический тенор
- Христич, Зоя Петровна (1932—2016) — лирическое сопрано
- Ципола, Гизелла Альбертовна (р. 1944) — лирико-драматическое сопрано
- Чавдар, Елизавета Ивановна (1925—1989) — колоратурное сопрано
- Частий, Николай Андреевич (1905—1962) — бас
- Чкония, Ламара Григорьевна (р. 1930) — лирико-колоратурное сопрано
- Шевченко, Михаил Иванович (1923—1993) — лирический баритон
- Шолина, Галина Семеновна (1918—2006) — лирическое сопрано
- Шопша, Николай Сергеевич (1947—2006) — бас
- Шостак, Николай Григорьевич (1907—1973) — баритон

### Балетмейстеры
В дореволюционный период в театре ставили спектакли С.Ленчевский, Б. Нижинская. Нижинская совместно с московским танцовщиком и балетмейстером А.Кочетовским перенесла на сцену театра постановки «Русских сезонов» С. Дягилева, в которых принимала участие как исполнительница — «Клеопатра» («Ночь в Египте») А.Аренского, «Карнавал» («Бал в кринолинах») на музыку Р.Шумана и «Петрушка» И. Стравинского).
В первое послереволюционное десятилетие балетмейстеры М.Мордкин («Жизель», «Вальпургиева ночь» на муз. Ш.Гуно), Р.Баланотти, М.Дысковский («Шут» С.Прокофьева, «Красный мак» совместно с Р. В. Захаровым).
Довоенное время: балетмейстер В.Литвиненко перенёс на сцену театра первые оригинальные украинские балеты «Пан Канёвский» М.Вериковского (1931) и «Ференджи» («Огонь над Гангом», 1932) Яновского. Русский танцовщик Л. А. Жуков в 1934 году возглавил балетную труппу театра, поставив балеты «Дон Кихот» (1934), «Красный мак» и «Лебединое озеро» (оба — 1935). В 1936 году П. П. Вирский совместно с Н. И. Болотовым поставил комедийный спектакль «Мещанин из Тосканы» Нахабина. Г. А. Берёзова поставила классические балеты «Лебединое озеро», «Спящая красавица» (оба — 1937), «Бахчисарайский фонтан», «Кавказский пленник» (оба — 1938), в 1940 — украинский героико-романтический балет «Лилея» К.Данькевича. В.Чабукиани перенёс на сцену театра балет «Лауренсия» в 1939 году, С.Сергеев поставил «Сердце гор» в 1940..
Во время эвакуации с 1942 года театр работал в Иркутске, объединившись с коллективом Харьковского театра оперы и балета, С. Н. Сергеев поставил: «Коппелию» (1941), «Бахчисарайский фонтан» (совместно с Йоркиным, 1942), «Шехерезаду», «Штраусиану», «Бісову ніч» Йориша (все — 1943).
Послевоенное время: ленинградский балетмейстер Ф.Лопухов поставил балеты «Лебединое озеро» (1946), «Тщетная предосторожность» (1947), «Спящая красавица» (1950). Балетмейстер С.Сергеев осуществил первую постановку «Лесной песни» М.Скорульского, 1946. Среди других С.Сергеева — «Раймонда» (1946), «Гаянэ», «Эсмеральда», «Золушка», «Доктор Айболит», «Красный мак», «Юность» Чулаки, «Маруся Богуславка» Свечникова, «Под небом Италии» (совместно с Р.Захаровым, 1952), «Дон Кихот», «Конёк-Горбунок».
В.Вронский поставил балеты — «Ромео и Джульетта», «Шурале», «Ростислава» Жуковского (все — 1955), «Лилея», «Щелкунчик» (оба — 1956), 1958 — новая постановка «Лесной песни» Скорульского (совместно с Н.Скорульской), «Бахчисарайский фонтан» (1961), «Эсмеральда» (1962), «Княгиня Волконская» Знатокова (1966).
Ленинградский балетмейстер К. М. Сергеев поставил «Жизель» (1959). П.Вирский в 1960 году поставил «Черное золото» Гомоляки. Е. А. Тангиева-Бирзниек — «Голубой Дунай» на музыку Штрауса (1961). В.Чабукиани — «Лауренсия» (1962).

#### Главные балетмейстеры
| - 1914—1915 — Александр Кочетовский и Нижинская, Бронислава Фоминична - 1931—1933 — Литвиненко, Василий Константинович - 1937—1941 — Берёзова, Галина (Анна) Алексеевна | - 1942—1953 — Сергеев, Сергей Николаевич - 1954—1959 — Вронский, Вахтанг Иванович - 1977—1978 — Майоров, Генрих Александрович |

## Современная труппа
Творческий коллектив театра включает в себя оперную и балетную труппы, симфонический и сценический оркестр, хор.

### Симфонический и сценический оркестры

#### Дирижёры
В настоящее время дирижёрами симфонического и сценического оркестра театра являются:

| - Баклан, Алексей Фёдорович - Барвинский, Александр Петрович - Власенко, Аллин Григорьевич - Гамкало, Иван-Ярослав Дмитриевич - Дядюра, Николай Владимирович | - Кожухарь, Владимир Маркович - Кульбаба, Алла Анатольевна - Макаренко, Герман Георгиевич - Тихонов, Леонид Георгиевич |

## Репертуар театра

### Национальный репертуар
Оперы «Тарас Бульба» и «Наталка Полтавка» Н.Лысенко, «Запорожец за Дунаем» С.Гулака-Артемовского, «Ярослав Мудрый» Г.Майбороды, «Моисей» М.Скорика.
Балеты «Лесная песня» М.Скорульского, «Русалочка» А.Костина, «Ночь перед Рождеством» и «Властелин Борисфена» Е.Станковича, «Буратино и волшебная скрипка» Ю.Шевченко, «Даниэла» М.Чембержи.

### Русская классика
Оперы П. И. Чайковского «Пиковая дама», «Евгений Онегин», «Иоланта»
Оперы «Князь Игорь» А. Бородина, «Борис Годунов» М. Мусоргского, «Царская невеста» Н. Римского-Корсакова, «Алеко» С. Рахманинова.
Балеты П. И. Чайковского «Лебединое озеро», «Спящая красавица», «Щелкунчик»
Балеты «Баядерка», «Дон Кихот» и Гран па из балета «Пахита» Л.Минкуса, «Раймонда» А.Глазунова, «Шехеразада» на музыку Н.Римского-Корсакова

### Итальянские оперы
Оперы Дж. Верди: «Макбет», «Риголетто», «Травиата», «Бал-маскарад», «Аида», «Риголетто»
Оперы Дж. Пуччини: «Манон Леско», «Богема», «Тоска», «Мадам Баттерфляй» (Чио-чио-сан), «Турандот»
Оперы Дж. Россини: «Севильский цирюльник», «Золушка»
Оперы «Лючия ди Ламмермур» и «Любовный напиток» Г.Доницетти, «Норма» В.Беллини, «Джоконда» А.Понкиелли, «Сельская честь» П.Масканьи

### Европейская классика
Опера «Кармен» Ж.Бизе
Балеты «Жизель» и «Корсар» А. Адана, «Сильфида» Х. Левенсхольда

### Композиторы XX века
Опера «Любовь к трем апельсинам» С.Прокофьева
Балеты «Ромео и Джульетта» и «Золушка» С. Прокофьева, «Грек Зорба» М. Теодоракиса, «Спартак» А. Хачатуряна, «Чиполлино» К. Хачатуряна, «Легенда о любви» А.Меликова, «Белоснежка и семь гномов» Б. Павловского, «Кармен-сюита» Ж.Бизе и Р. Щедрина, «Болеро» на музыку М.Равеля.

### Постановки на сборную музыку
Балет «Мастер и Маргарита» Д. Авдыша на музыку Г. Малера, Д. Шостаковича, Г. Берлиоза, А.Пьяццоллы и других композиторов, балет «Венский вальс» А.Рехвиашвили на музыку И.Штрауса (сына), Й.Штрауса, И.Штрауса (отца), балет «Свадьба Фигаро» на музыку из различных произведений В. А. Моцарта.

### Современные постановки
В апреле 2012 года в репертуар театра вошёл ультрасовременный балет Radio and Juliet. Современная версия «Ромео и Джульетты». Хореография Эдварда Клюга, музыка рок-группы Radiohead. В июне 2012 года добавился ещё один современный балет Quatro. Хореография Эдварда Клюга, музыка Милко Лазара.

## Художественные произведения о театре
Родившийся в Киеве и переживший немецкую оккупацию советский писатель Анатолий Васильевич Кузнецов(1929—1979) после Великой Отечественной войны учился в балетной студии при Киевском оперном театре и служил в балетной труппе театра, о чём в дальнейшем им был написан рассказ «Артист миманса», опубликованный в 1968 году в журнале «Новый мир».